# Kent (Familienname)
Kent ist ein Familienname.

## Herkunft und Bedeutung
Kent ist einerseits ein ursprünglich von der gleichnamigen englischen Grafschaft Kent abgeleiteter englischer sowie andererseits ein von dem gleichnamigen türkischen männlichen Vornamen abgeleiteter türkischer Familienname.

## Namensträger

### A
- Albert Frank Stanley Kent (1863–1958), britischer Physiologe
- Alexander Kent, Pseudonym von Douglas Reeman (1924–2017), britischer Schriftsteller
- Alexander Kent, Pseudonym von Ludwig Achtel (1929–2007), deutscher Dramaturg, Hörspiel- und Drehbuchautor
- Allen Kent (1921–2014), US-amerikanischer Informationstechnologe und Hochschullehrer
- Antonia Bolingbroke-Kent (* 1978), britische Reiseautorin und Filmproduzentin
- April Kent (1935–1998), US-amerikanische Schauspielerin
- Arnold Kent (1899–1928), US-amerikanischer Schauspieler

### B
- Barbara Kent (1907–2011), kanadische Schauspielerin
- Baykal Kent (1943–2012), türkischer Schauspieler
- Bruce Kent (Aktivist) (1929–2022), britischer politischer Aktivist und Priester
- Bruce Kent (Radsportler) (1928–1979), neuseeländischer Radrennfahrer

### C
- Charles Kent (1852–1923), britischer Schauspieler

- Clark Kent, US-amerikanischer Rapper, siehe Kool DJ Herc #The Herculoids
- Clark Kent (Produzent) (1966–2024), US-amerikanischer DJ und Produzent
- Clark Kent, Alternativname von Kenny Washington (Sänger) (* 1957), US-amerikanischer Jazz-Sänger
- Das Pseudonym, unter dem Stewart Copeland vier Singles und ein Soloalbum veröffentlichte
- Corita Kent (1918–1986), US-amerikanische Künstlerin

### D
- Danny Kent (* 1993), britischer Motorradrennfahrer
- Darren Kent (1987–2023), britischer Schauspieler
- Dennis V. Kent (* 1946), US-amerikanischer Geophysiker
- Don Kent (Schauspieler) (1911–1978), US-amerikanischer Schauspieler
- Don Kent (Wrestler) (Leo Joseph Smith Jr.; 1933–1993), US-amerikanischer Wrestler
- Don Kent (Bluesforscher) (Donald Theodore Kent; 1944–2015), US-amerikanischer Schallplattensammler, Labelbetreiber und Bluesforscher
- Don Kent (Regisseur), schottisch-französischer Filmregisseur und Drehbuchautor

### E
- Edward Kent (1802–1877), US-amerikanischer Politiker
- Ellen Goosenberg Kent, US-amerikanische Regisseurin und Filmproduzentin
- Everett Kent (1888–1963), US-amerikanischer Politiker
- Evi Kent (* 1939), deutsche Schauspielerin

### F
- Frankie Kent (* 1995), englischer Fußballspieler
- Fuat Kent (* 1945), türkischer Pianist und Dirigent

### G
- George Kent (* 1969), US-amerikanischer Diplomat

### H
- Harry Kent (Fußballspieler) (1879–1948), englischer Fußballspieler und -trainer
- Harry Kent (Radsportler) (1947–2021), neuseeländischer Radrennfahrer
- Heather Paige Kent (* 1969), US-amerikanische Schauspielerin
- Henri Koch-Kent (1905–1999), luxemburgischer Publizist

### J
- Jackson Kent (* 1993), US-amerikanischer Basketballspieler
- James Kent (1763–1847), US-amerikanischer Jurist
- James Kent (* 1993), französischer Musiker, siehe Perturbator
- James Tyler Kent (1849–1916), US-amerikanischer Arzt und Homöopath
- Jean Kent (1921–2013), britische Schauspielerin
- Jeffrey F. Kent (* 1968), US-amerikanischer Baseballspieler
- Jeffrey M. Kent (* 1970), US-amerikanisch-israelischer Basketballspieler
- Jennifer Kent (* 1969), australische Schauspielerin und Regisseurin
- John P. C. Kent (1928–2000), britischer Numismatiker
- Jonathan Kent (Regisseur) (* 1949), britischer Schauspieler und Theater- und Opernregisseur
- Joseph Kent (1779–1837), US-amerikanischer Politiker
- Julia Kent (Schauspielerin) (* 1961), deutsche Schauspielerin und Drehbuchautorin
- Julia Kent (Musikerin), kanadische Cellistin
- Julie Kent (* 1969), US-amerikanische Tänzerin

### K
- Karin Kent (* 1943), niederländische Sängerin
- Klark Kent (* 1973), deutscher Graffitikünstler

### M
- Melissa Kent, US-amerikanische Filmeditorin
- Moss Kent (1766–1838), US-amerikanischer Jurist und Politiker
- Muhtar Kent (* 1952), türkisch-US-amerikanischer Manager

### N
- Necdet Kent (1911–2002), türkischer Diplomat

### O
- Oliver Kent (1969), österreichischer Jazzpianist

### P
- Paul Kent (Schauspieler) (1930–2011), US-amerikanischer Schauspieler
- Paul Kent (Journalist) (* 1969), australischer Journalist und ehemaliger Rugbyspieler
- Paul Kent (Schwimmer) (* 1972), neuseeländischer Schwimmer
- Percy Edward Kent (1913–1986), britischer Geologe
- Peter Kent (Politiker) (* 1943), kanadischer Politiker
- Peter Kent (Musikproduzent) (eigentlich Peter Hedrich; * 1948), deutscher Popmusiker
- Peter Kent (Schauspieler) (* 1957), kanadischer Schauspieler
- Philip Kent, Pseudonym von Kenneth Bulmer (1921–2005), britischer Schriftsteller

### R
- Ralph Kent-Cooke (1937–1995), US-amerikanischer Automobilrennfahrer und Rennstallbesitzer
- Robert Craig Kent (1828–1905), US-amerikanischer Politiker
- Rockwell Kent (1882–1971), US-amerikanischer Maler und Grafiker
- Roland Grubb Kent (1877–1952), US-amerikanischer Altphilologe
- Rolfe Kent (* 1963), britischer Filmkomponist
- Roman Kent (1929–2021), Präsident des Internationalen Auschwitz Komitees
- Ryan Kent (* 1996), englischer Fußballspieler

### S
- Sarah Kent (* 1990), australische Radsportlerin
- Shannon Chan-Kent (* 1988), kanadische Schauspielerin und Synchronsprecherin
- Stacey Kent (* 1968), amerikanische Jazzsängerin
- Stephen Kent (Chemiker) (* 1945), neuseeländischer Chemiker
- Stephen Kent (Informatiker), Informatiker und Manager
- Stephen Kent (Musiker), britisch-australischer Musiker und Komponist
- Stephen A. Kent (Stephen Alan Kent; * 1951/1952), kanadischer Soziologe und Religionswissenschaftler
- Susan Kingsley Kent (* 1952), US-amerikanische Historikerin

### T
- Ted J. Kent (1901–1986), US-amerikanischer Filmeditor
- Terry Kent (* 1962), US-amerikanischer Kanute
- Thelma Kent (1899–1946), neuseeländische Fotografin
- Thomas Kent (1865–1916), irischer Nationalist
- Tommy Kent (1942–2022), deutscher Schlagersänger
- Tyler Kent (1911–1988), US-amerikanischer Chiffrierer und Agent

### V
- Victoria Kent (1891–1987), spanische Juristin und Exilpolitikerin

### W
- Walter Kent (1911–1994), US-amerikanischer Komponist
- William Kent (Architekt) (1685–1748), britischer Architekt
- William Kent (Kapitän) (1751–1812), britischer Kapitän
- William Kent (Politiker, 1856) (1856–1906), australischer Politiker
- William Kent (Politiker, 1864) (1864–1928), US-amerikanischer Politiker (Kalifornien)
- William Kent (Schauspieler) (1886–1945), US-amerikanischer Schauspieler
- William Saville-Kent (1845–1908), britischer Meeresbiologe
- Willie Kent (1936–2006), US-amerikanischer Bluessänger, Bassist und Songwriter

### Fiktive Personen
- Clark Kent, siehe Superman